# 伊万里郵便局
伊万里郵便局（いまりゆうびんきょく）は佐賀県伊万里市にある郵便局。民営化前の分類では集配普通郵便局であった。

## 概要
住所：〒848-8799 佐賀県伊万里市伊万里町甲827-2

## 沿革
- 1872年2月3日（明治4年12月25日） - 伊万里郵便取扱所として開設[1]。
- 1875年（明治8年）1月1日 - 伊万里郵便局（五等）となる。
- 1882年（明治15年） - 為替・貯金取扱を開始。
- 1960年（昭和35年）11月28日 - 電話通話および和文電報受付事務の取扱を開始[2]。
- 1991年（平成3年）10月1日 - 外国通貨の両替および旅行小切手の売買に関する業務取扱を開始。
- 1992年（平成4年）9月27日 - 南波多郵便局から集配業務を移管[3]。
- 2007年（平成19年）10月1日 - 民営化に伴い、併設された郵便事業伊万里支店に一部業務を移管。
- 2012年（平成24年）10月1日 - 日本郵便株式会社発足に伴い、郵便事業伊万里支店を伊万里郵便局に統合。

## 取扱内容
- 郵便、印紙、ゆうパック、内容証明
- 貯金、為替、振替、振込、国際送金、国債、投資信託
- 生命保険、バイク自賠責保険
- ゆうちょ銀行ATM
- 伊万里市内の一部地域の集配業務
- ゆうゆう窓口

## 周辺
- 伊万里市陶器商家資料館
- 国道204号
- 伊万里川

## アクセス
- JR筑肥線、松浦鉄道西九州線 伊万里駅から徒歩約5分
- 西肥バス・昭和バス 伊万里バスセンター停留所下車
- 西九州自動車道 佐世保三川内ICから北へ約13km、もしくは長崎自動車道 武雄北方ICから北西へ約20km
- 駐車場あり：14台